# Жак-Жозеф Тіссо
Жак-Жозе́ф Тіссо́, в Англії відомий як Джеймс Ті́ссо (фр. Jacques-Joseph Tissot, англ. James Tissot; 15 жовтня 1836, Нант — 8 серпня 1902, Шенесе-Бюйон) — французький художник, працював у Англії.

## Життєпис
Народився в Нанті. Навчався в паризькій Школі витончених мистецтв, а також у Домініка Енгра і Іпполіта Фландрена.
Перший період творчості художника характеризується його увагою до образів красунь, зокрема, в серії робіт «La Femme a Paris».
Воював на Франко-пруській війні. Підозрюваний у співчутті до комунарів, виїхав з Парижа в Лондон, де почав вчитися гравюрі у сера Сеймона Хедена, малював карикатури для журналу «Vanity Fair» і писав численні портрети і жанрові картини.